# Gelson Fernandes
Gelson Fernandes (Praia, Cap Verd, 2 de setembre de 1986) és un futbolista suís centrecampista nascut a les illes Cap Verd que juga a l'AS Saint-Etienne de la primera divisió francesa, i també com a jugador de l'equip nacional suís.

## Vida personal
Segons el seu company del Manchester City Micah Richards, és fluid en cinc idiomes.

## Palmarès
- Swiss Cup 2006